# زوراب بریدزه
زوراب بریدزه (گرجی: ზურაბ ბერიძე؛ متولد ۴ فوریه ۱۹۵۸) یک دیپلمات گرجی است. وی از ۲۰۰۴ تا ۲۰۰۸ به عنوان سفیر گرجستان در رومانی و مولداوی خدمت کرد و در نوامبر ۲۰۱۳ سفیر گرجستان در بلغارستان شد.
وی در تفلیس متولد شد و از دانشگاه دولتی تفلیس در رشته تاریخ فارغ‌التحصیل شد.